# AS 314
AS 314 (také známá jako V452 Scuti) je hvězda v souhvězdí Štítu. Jedná se o kandidáta na modrou svítivou proměnnou (LBV), která byla dříve považována za bílého hyperobra. S její zdánlivou hvězdnou velikostí 9,85 je pozorovatelná malými dalekohledy.

## Vlastnosti
AS 314 byla podrobněji zkoumána až po roce 2000. Miroshničenko a kolegové tehdy odhadli, že hvězda má vzdálenost přibližně 10 000 parseků (32 600 ly) a že její zářivý výkon dosahuje 160 000násobku výkonu Slunce, poloměr odpovídá 200 násobku slunečního a původní hmotnost asi 20 M☉. Dále zjistili, že hvězda ztrácí přibližně 2 × 10⁻⁵ M☉ ročně, což odpovídá ztrátě jedné sluneční hmotnosti za 50 000 let.
Hvězda vykazuje výrazný infračervený přebytek, což naznačuje přítomnost husté hvězdné atmosféry nebo prachové obálky vytvořené při ztrátě hmoty.

### Revidované odhady
Pozorování pomocí sondy Gaia poskytla nové údaje o vzdálenosti hvězdy. Podle měření sondy Gaia je AS 314 vzdálená přibližně 1 710 pc (5 600 ly), což by znamenalo nižší zářivý výkon i rozměry hvězdy oproti původním odhadům.
Díky revidované vzdálenosti a přesnějším údajům je AS 314 nyní považována za méně extrémní objekt, než se dříve myslelo. Některé studie ji na základě nižší svítivosti řadí mezi hvězdy v pokročilé fázi vývoje, pravděpodobně do post–AGB stádia nebo jako ranou protoplanetární mlhovinu.

### Vývojové stádium
AS 314 představuje zajímavý případ objektu, který byl dříve považován za masivní LBV/hyperobra, ale nová data (zejména z Gaiy) ukazují, že může jít o výrazně méně hmotný post–AGB objekt. Studie Groh et al. (2019) zdůrazňuje, že podobné hvězdy mají velký infračervený přebytek a procházejí intenzivní ztrátou hmoty, což je důležité pro pochopení tvorby prachové obálky a obohacování mezihvězdného prostředí. Zbývající nejistoty ohledně přesné vzdálenosti i charakteru obálky znamenají, že definitivní klasifikace AS 314 není zcela vyřešená.

## Zajímavosti
AS 314 tak dokumentuje, jak důležité jsou přesné údaje o vzdálenosti hvězd. Rozdíl mezi 10 kpc a 1,7 kpc totiž zcela mění interpretaci jejího zařazení v rámci evolučních scénářů: původně bílý hyperobr s extrémní hmotností se při bližší vzdálenosti může ukázat jako středně hmotná hvězda v post–AGB fázi.